# Pilemostoma fastuosa
Pilemostoma fastuosa је врста тврдокрилца из породице буба листара (Chrysomelidae).

## Опис
Pilemostoma fastuosa је инсект дуг 4,8–6,3 mm. По облику је веома сличан бубама из рода Cassida. Основна боја пронотума и покрилаца је црвена, ређе жута. Скутелум је црн. На покрилцима и делу пронотума се јавља црна шара која може бити нешто другачија код појединих примерака.

## Распрострањење
Насељава Европу (изузев Пиринејског и Апенинског полуострва) и Азију (изузев Далеког Истока). Малобројни налази у Србији су претежно из северног дела земље.